# 中野豊士
中野 豊士（なかの とよし、1935年（昭和10年）12月16日 - ）は、日本の経営者。元三菱信託銀行社長・会長。三菱UFJ信託銀行最高顧問。

## 略歴
- 1959年（昭和34年）3月 東京大学法学部卒業[1]
- 1959年（昭和34年）4月 三菱信託銀行株式会社入社
- 1987年（昭和62年）6月 三菱信託銀行株式会社取締役
- 1988年（昭和63年）6月 三菱信託銀行株式会社常務取締役
- 1990年（平成2年）6月 三菱信託銀行株式会社専務取締役
- 1993年（平成5年）6月 三菱信託銀行株式会社取締役副社長
- 1995年（平成7年）6月 三菱信託銀行株式会社取締役社長
- 1999年（平成11年）6月 三菱信託銀行株式会社取締役会長
- 1999年（平成11年）12月 株式会社三菱総合研究所監査役
- 2000年（平成12年）3月 麒麟麦酒株式会社（現キリンホールディングス）監査役
- 2003年（平成15年）6月 株式会社ニコン監査役
- 2003年（平成15年）6月 三菱重工業株式会社監査役
- 2003年（平成15年）6月 三菱マテリアル株式会社監査役
- 2003年（平成15年）6月 三菱地所株式会社監査役
- 2004年（平成16年）4月 三菱信託銀行株式会社最高顧問
- 2005年（平成17年）10月 三菱UFJ信託銀行株式会社最高顧問